# Grand Prix de l'union vélocipédique italienne
Pour les articles homonymes, voir UVI.
Le Grand Prix de l'union vélocipédique italienne, en italien : Gran Premio della U.V.I. (Unione Velocipedistica Italiana), est une course de vitesse sur piste organisée par la fédération italienne de cyclisme, l'Unione Velocipedistica Italiana (aujourd'hui Federazione Ciclistica Italiana ).
La première édition a lieu en 1892. Elles se tiennent aux vélodromes de Milan ou de Turin. La course a lieu chaque année, avec quelques interruptions, jusqu'en 1941. Réservée aux professionnels, elle a lieu également pour les amateurs en 1892, 1896, de 1910 à 1913, en 1916, 1918, de 1919 à 1922, en 1926, 1932, 1940 et 1941.
En 1909, la dotation est de 2 000 francs,.

## Palmarès
- 1892 :  Pietro Marchand
- 1893–1894 : Non-disputé
- 1895 :   (Amateur) Romolo Buni
- 1896 :  Luigi Pontecchi (de)
- 1896 :  (Amateur) Federico Momo
- 1897 :  Ettore Pasini
- 1898 :  Jean Gougoltz
- 1899 :  Pietro Bixio
- 1900 :  Luigi Singrossi
- 1901–1909 : Non-disputé
- 1910 :  Palmiro Mori
- 1911 :  Angelo Feroci
- 1912 :  Francesco Verri
- 1912 :  (Amateur) Piralla
- 1913 :  Angelo Gardellin
- 1913 :  (Amateur) Sesso
- 1914–1915 : Non-disputé
- 1916 :  Angelo Vay
- 1916 :  (Amateur) Angelo Gardellin
- 1917 :  Marcel Dupuy
- 1917 :  (Amateur) Mario Bergamini[4]
- 1918 :  Marcel Dupuy
- 1919 :  Ernest Kauffmann[5],[6].
- 1919 :  (Amateur) Armido Rizzetto
- 1920 :  Marcel Dupuy[7]
- 1920 :  (Amateur) Arnaldo Carli
- 1921 :  Mario Bergamini[8],[4]
- 1921 :  (Amateur) Franco Giorgetti
- 1924 :  Peter Moeskops[9],[10]
- 1927–1931 : Non-disputé
- 1932 :  Benedetto Pola
- 1933–1939 : Non-disputé
- 1940 :  Italo Astolfi
- 1940 :  (Amateur) Lorenzo Nervi
- 1941 :  Primo Bergomi[11]
- 1941 :  (Amateur) Fiorenzo Furini
- 1949[12] : -